# Générateur de paysage

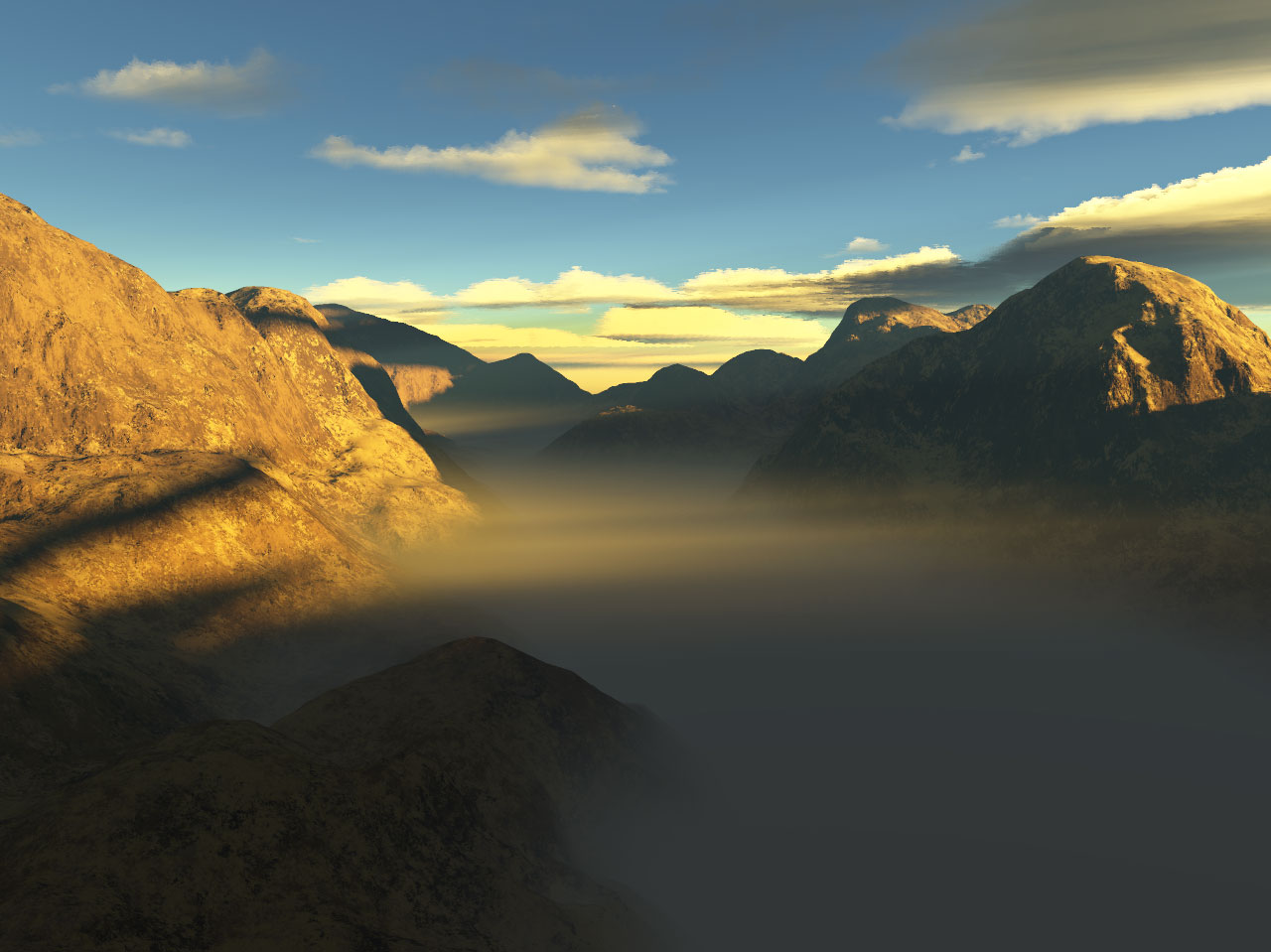
Exemple de paysage généré automatiquement avec Terragen.

Les générateurs de paysages sont des logiciels d'images de synthèse spécialisés dans les scènes naturelles, avec de l'eau, des effets atmosphériques, des nuages, des roches, parfois des arbres.
Les générateurs de paysages utilisent souvent des algorithmes de terrain fractal comme base de paysage.

## Principaux générateurs de paysages
- Bryce 3D
- Terragen
- Instant Terra
- Outerra (en)
- Picogen
- VistaPro (en)
- Vue d'Esprit
- Visual Nature Studio (en)
- World Builder Pro
- World Construction Set
- World Machine[1]